# Vionica (Ivanjica)
Pour les articles homonymes, voir Vionica.
Vionica (en serbe cyrillique : Вионица) est un village de Serbie situé dans la municipalité d’Ivanjica, district de Moravica. Au recensement de 2011, il comptait 206 habitants.

## Démographie
| 1948 | 1953 | 1961 | 1971 | 1981 | 1991 | 2002 | 2011 |
| ---- | ---- | ---- | ---- | ---- | ---- | ---- | ---- |
| 523  | 581  | 646  | 567  | 463  | 337  | 279  | 206  |

|  |